# Sherwood (Oregon)
Sherwood è una città degli Stati Uniti, situata in Oregon, nella contea di Washington.